# Microregione di Vale do Rio dos Bois
Vale do Rio dos Bois è una microregione dello Stato del Goiás in Brasile, appartenente alla mesoregione di Sul Goiano.

## Comuni
Comprende 13 municipi:
- Acreúna
- Campestre de Goiás
- Cezarina
- Edealina
- Edéia
- Indiara
- Jandaia
- Palmeiras de Goiás
- Palminópolis
- Paraúna
- São João da Paraúna
- Turvelândia
- Varjão